# Epidendrum pampatamboense
Epidendrum pampatamboense är en orkidéart som beskrevs av Dodson och Roberto Vásquez. Epidendrum pampatamboense ingår i släktet Epidendrum och familjen orkidéer.
Artens utbredningsområde är Bolivia. Inga underarter finns listade i Catalogue of Life.